# 風巻景次郎
風巻 景次郎（かざまき けいじろう、1902年〈明治35年〉5月22日 - 1960年〈昭和35年〉1月4日）は、日本の国文学者。

## 生涯
兵庫県川辺郡神崎村（のち尼崎市）に伊達藩士・平田景儀の子として生まれ、生後すぐ京都市上京区の風巻平の妻・舞免の養子となる。生母・里の祖母は林子平の妹にあたる。養父・風巻平は里の次弟にあたり、舞免は伊達藩家老の長女である。風巻平は中央大学を中退後、横浜火災保険会社の京都支店長であった。その後養父の転勤に従い、金沢市、大阪市、名古屋市と移る。小学校時代を過ごした大阪では幼友達に恵まれ、当時出会った四方山径とは長く旧交を温めた。
愛知県立第一中学校（のち愛知県立旭丘高等学校）、第八高等学校を経て1926年東京帝国大学国文科卒業。愛知一中では小堀四郎と同期。八高在学中に石井直三郎の新古今集講義を受講して影響を受ける。東大時代はYMCAのメンバーとして寄宿生活を送り、1925年には石井直三郎を中心とした歌誌『青樹』を刊行。その後1932年頃までは短歌の実作も行い、当時の会員たちとは生涯の友となった。東大国文科の同期には池田亀鑑、塩田良平、森本治吉、西下経一。
1927年大阪府女子専門学校（のち大阪府立大学）教授に就任。この頃に後の学問の基礎を築く。1932年大松春子と結婚し、長野県女子専門学校（のち長野県短期大学を経て長野県立大学）教授に転任。
1935年、病気を理由に依願退職して上京、東京府北多摩郡武蔵野町吉祥寺に住む。この頃、埴谷雄高と親交ができた（近所の親しい人の姪が春子夫人であったのが縁）。日本大学、日本体育会体操学校（のち日本体育大学）、二松学舎大学などで講師を務める。1936年、佐佐木信綱の好意により『新古今時代』を出版。同じ頃、藤村作の世話により東京音楽学校（のち東京芸術大学音楽学部）講師に就任。
1938年、東京音楽学校教授。この頃は西郷信綱、丸山静などの東大生グループや、角川源義などの國學院大學生グループといった若い世代との会合が多かった。また音楽家との付き合いも増えた。1942年文部省勤務。1943年に目黒区駒場に転じ、中村真一郎ら一高グループと会合を持った。
1944年清水高等商船学校（のち東京海洋大学海洋工学部）教授を経て、大東亜省海外派遣教員として奥野信太郎とともに北京輔仁大学に赴任。北京行きの際には、上海に行く阿部知二も同行していた。在任中に敗戦を迎えて辞任。その後1946年4月の帰国までの間が、勤めから解放された自由な研究の時間だった。帰国後は近藤忠義の紹介で法政大学の講師を務めたのち、軽井沢の阿部知二別邸で『西行』の執筆に取り組む。1947年、久松潜一の推薦により北海道大学教授に就任。北大構内の景観を気に入り、構内官舎に11年間暮らす。1951年に高血圧を患う。在職中に九州大学や慶應義塾大学などからの招請があったが、教授会の留任運動により転任を諦めており、このストレスが高血圧を悪化させる。1957年附属図書館長。
1958年関西大学教授に転任。1959年12月に『新古今時代』により関西大学から文学博士号を得るが、そのわずか1ヶ月後に心筋梗塞で急逝した。

## 業績
専攻は日本中世文学。代表作『中世の文学伝統』は、『万葉集』を高く評価し『古今和歌集』『新古今和歌集』を低く見る明治期の正岡子規以来の風潮に抵抗し、鎌倉幕府の下で逼塞していたとされる中世の宮廷に平安朝以来の和歌を中心とする文学伝統があることを説いた。
昭和初期の風巻による中世文芸の見直しにより、文壇にも谷崎潤一郎『吉野葛』など中世ものの傑作が生まれた。保田與重郎『後鳥羽院』などもあり、南朝を吉野朝と呼ぶ南朝正統論と相まって、昭和戦前の文化全体に与えた影響は大きい。古今、新古今の見直しは、昭和後期の大岡信、梅原猛、菱川善夫らによって引き継がれている。
北海道大学法文学部の期成会後援会を結成して募金に奔走し、設置に尽力した。
東京音楽学校在職中より校歌や歌曲の作詞を旺盛に行い、在住した北海道の公立高等学校の校歌の作詞を多数手がけた。
晩年に岩波書店「日本古典文学大系29」で、西行『山家集』を校注担当した。

## 全集
- 『風巻景次郎全集』全10巻（桜楓社、1969-71年、新版1979-81年）

1. 日本文学史の方法
2. 文学史の構想
3. 古代文学の発生
4. 源氏物語の成立
5. 和歌の伝統
6. 新古今時代
7. 中世和歌の世界
8. 中世圏の人間
9. 批評と随想
10. 戦後日記・書簡

## 著書
- 『新古今時代』 人文書院, 1936
- 『文学の発生』 子文書房, 1940
- 『中世の文学傳統　和歌文学論』日本放送出版協会（ラヂオ新書）, 1940 
  - 『中世の文学伝統』岩波文庫, 1985
- 『日本文学史の構想』 昭森社, 1942
- 『海道東征註』 靖文社, 1943
- 『西行』 建設社, 1947
- 『日本文学史ノート 第1-3』 角川新書, 1948
- 『源氏物語』 福村書店（国語と文学の教室）, 1952
- 『日本文学史の周辺』 塙書房, 1953
- 『谷崎潤一郎の文学』 吉田精一共編, 塙書房, 1954
- 『日本神話物語  日本少年少女古典文学全集』 弘文堂, 1957
- 『作品を中心とした日本文学史』（編）角川書店, 1960
- 『日本文学史の研究』 角川書店, 1961
- 『西行と兼好』 角川選書, 1969

## 校歌の作詞を手がけた学校
小学校
- 新宿区立戸塚第一小学校
- 北海道上砂川町立中央小学校（作詞当時は上砂川町立若生小学校）
- 釧路市立湖畔小学校

中学校
- 北海道函館中央学校
- 札幌市立中島中学校
- 岩見沢市立光陵中学校
- 釧路市立北中学校
- 釧路市立東中学校(現在の幣舞中学校)
- 小樽市立菁園中学校

高校
- 北海道函館西高等学校
- 北海道岩内高等学校
- 北海道足寄高等学校
- 北海道江差高等学校
- 北海道帯広三条高等学校
- 北海道札幌西高等学校
- 北海道札幌東高等学校
- 北海道岩見沢東高等学校
- 北海道旭川東高等学校
- 北海道滝川高等学校
- 北海道室蘭工業高等学校
- 北海道室蘭清水丘高等学校
- 北海道釧路湖陵高等学校（定時制）
- 長崎県立長崎西高等学校
- 北海道赤平高等学校
- 北海道八雲高等学校
- 東京市大森高等家政女学校
- 愛知みずほ大学瑞穂高等学校
- 札幌北斗高等学校
- 北海道小樽桜陽高等学校
- 学校法人石川高等学校